# Amt Oldershausen-Imbshausen
Das Amt Oldershausen-Imbshausen war ein historisches Verwaltungsgebiet des Königreichs Hannover.

## Geschichte
Das nur kurzlebige Amt in der Landdrostei Hildesheim ging 1851 aus einem Königlichen Gericht hervor und wurde bereits im darauffolgenden Jahr aufgelöst und seine Gemeinden auf die Ämter Westerhof und Northeim aufgeteilt.

## Amtmann
- 1851–1852: Carl Georg Ludewig Hoppenstedt, Amtsassessor